# Santiago Sochiapan
Santiago Sochiapan är en kommun i Mexiko.   Den ligger i delstaten Veracruz, i den sydöstra delen av landet, 400 km sydost om huvudstaden Mexico City. Antalet invånare är 7 639. Arean är 40 kvadratkilometer.
Terrängen i Santiago Sochiapan är huvudsakligen platt.
Följande samhällen finns i Santiago Sochiapan:
- Arroyo Colorado
- San Gabriel de la Chinantla
- Emiliano Zapata
- La Unión Progreso Tatahuicapa
- Santa Margarita Yogopi
- La Laguna
- Niños Héroes
- La Ceiba Nueva
- Colonia Miguel Alemán
- Ejido Sergio Vera Cervantes
- General Lázaro Cárdenas
- Arroyo Santa María
- Ejido Revolución